# السن (داکوتای جنوبی)
السن، جنوب داکوتا (به انگلیسی: Alsen, South Dakota) یک منطقهٔ مسکونی در ایالات متحده آمریکا است که در داکوتای جنوبی واقع شده‌است.